# Mispilodes griseomarmorata
Mispilodes griseomarmorata là một loài bọ cánh cứng trong họ Cerambycidae.